# Historique du parcours européen de Galatasaray SK
 (juin 2018).
 (septembre 2020).
Le Galatasaray a participé à 40 éditions de coupe d'Europe, remportant la Coupe de l'UEFA en 2000, ainsi que la Supercoupe d'Europe en 2000

## Saison 1956-1957

### Coupe des Clubs Champions
|   | Date              | Tour        | Pays | Équipe          | Score | Équipe          | Pays | Buteurs              | Notes |
| - | ----------------- | ----------- | ---- | --------------- | ----- | --------------- | ---- | -------------------- | ----- |
| 1 | 26 août 1956      | TP (Aller)  |      | Dinamo Bucarest | 3-1   | Galatasaray     |      | Oktay 68e            |       |
| 2 | 30 septembre 1956 | TP (Retour) |      | Galatasaray     | 2-1   | Dinamo Bucarest |      | Aytaç 40e, Oktay 90e |       |

## Saison 1962-1963

### Coupe des Clubs Champions
|   | Date              | Tour         | Pays | Équipe          | Score | Équipe          | Pays | Buteurs                                 | Notes |
| - | ----------------- | ------------ | ---- | --------------- | ----- | --------------- | ---- | --------------------------------------- | ----- |
| 3 | 9 septembre 1962  | 1T (Aller)   |      | Dinamo Bucarest | 1-1   | Galatasaray     |      | Oktay 53e                               |       |
| 4 | 16 septembre 1962 | 1T (Retour)  |      | Galatasaray     | 3-0   | Dinamo Bucarest |      | Oktay 13e (Pén.), Köken 52e, Kutver 77e |       |
| 5 | 7 novembre 1962   | 2T (Aller)   |      | Galatasaray     | 4-1   | Polonia Bytom   |      | Kutver 19e, Oktay 27e (Pén.), 50e, 53e  |       |
| 6 | 18 novembre 1962  | 2T (Retour)  |      | Polonia Bytom   | 1-0   | Galatasaray     |      |                                         |       |
| 7 | 23 janvier 1963   | 1/4 (Aller)  |      | Galatasaray     | 1-3   | Milan AC        |      | Köken 4e                                |       |
| 8 | 13 mars 1963      | 1/4 (Retour) |      | Milan AC        | 5-0   | Galatasaray     |      |                                         |       |

## Saison 1963-1964

### Coupe des Clubs Champions
|    | Date              | Tour          | Pays | Équipe         | Score | Équipe         | Pays | Buteurs                                           | Notes |
| -- | ----------------- | ------------- | ---- | -------------- | ----- | -------------- | ---- | ------------------------------------------------- | ----- |
| 9  | 11 septembre 1963 | 1T (Aller)    |      | Galatasaray    | 4-0   | Ferencváros TC |      | Altıntabak 28e, Oktay 50e, 84e (Pén.), Kutver 61e |       |
| 10 | 12 octobre 1963   | 1T (Retour)   |      | Ferencváros TC | 2-0   | Galatasaray    |      |                                                   |       |
| 11 | 14 novembre 1963  | 2T (Aller)    |      | FC Zürich      | 2-0   | Galatasaray    |      |                                                   |       |
| 12 | 27 novembre 1963  | 2T (Retour)   |      | Galatasaray    | 2-0   | FC Zürich      |      | Oktay 9e (Pén.), 80e (Pén.)                       |       |
| 13 | 11 décembre 1963  | 2T (3e match) |      | FC Zürich      | 2-2   | Galatasaray    |      | Oktay 85e, Köken 92e                              |       |

- L'équipe de FC Zürich se qualifiait grâce à pile ou face avec une pièce.

## Saison 1964-1965

### Coupe des Coupes
|    | Date              | Tour          | Pays | Équipe              | Score | Équipe              | Pays | Buteurs      | Notes |
| -- | ----------------- | ------------- | ---- | ------------------- | ----- | ------------------- | ---- | ------------ | ----- |
| 14 | 9 septembre 1964  | 1T (Aller)    |      | SC Aufbau Magdeburg | 1-1   | Galatasaray         |      | Doğangün 52e |       |
| 15 | 17 septembre 1964 | 1T (Retour)   |      | Galatasaray         | 1-1   | SC Aufbau Magdeburg |      | Köken 26e    |       |
| 16 | 7 octobre 1964    | 1T (3e match) |      | Galatasaray         | 1-1   | SC Aufbau Magdeburg |      | Oktay 89e    |       |
| 17 | 18 novembre 1964  | 2T (Aller)    |      | Legia Varsovie      | 2-1   | Galatasaray         |      | Oktay 73e    |       |
| 18 | 3 décembre 1964   | 2T (Retour)   |      | Galatasaray         | 1-0   | Legia Varsovie      |      | Oktay 22e    |       |
| 19 | 10 décembre 1964  | 2T (3e match) |      | Legia Varsovie      | 1-0   | Galatasaray         |      |              |       |

- L'équipe de Galatasaray se qualifiait grâce à pile ou face avec une pièce.

## Saison 1965-1966

### Coupe des Coupes
|    | Date              | Tour        | Pays | Équipe      | Score | Équipe      | Pays | Buteurs                     | Notes |
| -- | ----------------- | ----------- | ---- | ----------- | ----- | ----------- | ---- | --------------------------- | ----- |
| 20 | 15 septembre 1965 | 1T (Aller)  |      | FC Sion     | 5-1   | Galatasaray |      | Kutver 42e                  |       |
| 21 | 29 septembre 1965 | 1T (Retour) |      | Galatasaray | 2-1   | FC Sion     |      | Köken 33e, Elmastaşoğlu 59e |       |

## Saison 1966-1967

### Coupe des Coupes
|    | Date             | Tour        | Pays | Équipe       | Score | Équipe       | Pays | Buteurs                           | Notes |
| -- | ---------------- | ----------- | ---- | ------------ | ----- | ------------ | ---- | --------------------------------- | ----- |
| 22 | 24 août 1966     | 1T (Aller)  |      | Rapid Vienne | 4-0   | Galatasaray  |      |                                   |       |
| 23 | 7 septembre 1966 | 1T (Retour) |      | Galatasaray  | 3-5   | Rapid Vienne |      | Elmastaşoğlu 16e, 87e, Gürses 42e |       |

## Saison 1969-1970

### Coupe des Clubs Champions
|    | Date              | Tour         | Pays | Équipe           | Score | Équipe           | Pays | Buteurs                                  | Notes |
| -- | ----------------- | ------------ | ---- | ---------------- | ----- | ---------------- | ---- | ---------------------------------------- | ----- |
| 24 | 17 septembre 1969 | 1T (Aller)   |      | Galatasaray      | 2-0   | Waterford United |      | Özdenak 20e, 43e                         |       |
| 25 | 1er octobre 1969  | 1T (Retour)  |      | Waterford United | 2-3   | Galatasaray      |      | Köken 29e, Özdenak 65e, Elmastaşoğlu 70e |       |
| 26 | 12 novembre 1969  | 2T (Aller)   |      | Spartak Trnava   | 1-0   | Galatasaray      |      |                                          |       |
| 27 | 26 novembre 1969  | 2T (Retour)  |      | Galatasaray      | 1-0   | Spartak Trnava   |      | Acuner 63e                               |       |
| 28 | 4 mars 1970       | 1/4 (Aller)  |      | Galatasaray      | 1-1   | Legia Varsovie   |      | Elmastaşoğlu 47e                         |       |
| 29 | 18 mars 1970      | 1/4 (Retour) |      | Legia Varsovie   | 2-0   | Galatasaray      |      |                                          |       |

- L'équipe de Galatasaray se qualifiait grâce à pile ou face avec une pièce.

## Saison 1971-1972

### Coupe des Clubs Champions
|    | Date              | Tour        | Pays | Équipe      | Score | Équipe      | Pays | Buteurs   | Notes |
| -- | ----------------- | ----------- | ---- | ----------- | ----- | ----------- | ---- | --------- | ----- |
| 30 | 15 septembre 1971 | 1T (Aller)  |      | Galatasaray | 1-1   | CSKA Moscou |      | Güleş 71e |       |
| 31 | 29 septembre 1971 | 1T (Retour) |      | CSKA Moscou | 3-0   | Galatasaray |      |           |       |

## Saison 1972-1973

### Coupe des Clubs Champions
|    | Date              | Tour        | Pays | Équipe        | Score | Équipe        | Pays | Buteurs   | Notes |
| -- | ----------------- | ----------- | ---- | ------------- | ----- | ------------- | ---- | --------- | ----- |
| 32 | 13 septembre 1972 | 1T (Aller)  |      | Galatasaray   | 1-1   | Bayern Munich |      | Ünder 55e |       |
| 33 | 27 septembre 1972 | 1T (Retour) |      | Bayern Munich | 6-0   | Galatasaray   |      |           |       |

## Saison 1973-1974

### Coupe des Clubs Champions
|    | Date              | Tour        | Pays | Équipe          | Score | Équipe          | Pays | Buteurs | Notes |
| -- | ----------------- | ----------- | ---- | --------------- | ----- | --------------- | ---- | ------- | ----- |
| 34 | 19 septembre 1973 | 1T (Aller)  |      | Atletico Madrid | 0-0   | Galatasaray     |      |         |       |
| 35 | 3 octobre 1973    | 1T (Retour) |      | Galatasaray     | 0-1   | Atletico Madrid |      |         |       |

L'équipe de l'Atletico Madrid se qualifiait après prolongations.

## Saison 1975-1976

### Coupe de l'UEFA
|    | Date              | Tour        | Pays | Équipe         | Score | Équipe         | Pays | Buteurs                      | Notes |
| -- | ----------------- | ----------- | ---- | -------------- | ----- | -------------- | ---- | ---------------------------- | ----- |
| 36 | 17 septembre 1975 | 1T (Aller)  |      | Rapid Vienne   | 1-0   | Galatasaray    |      |                              |       |
| 37 | 1er octobre 1975  | 1T (Retour) |      | Galatasaray    | 3-1   | Rapid Vienne   |      | Şenlen 36e, Özdenak 56e, 87e |       |
| 38 | 22 octobre 1975   | 2T (Aller)  |      | Galatasaray    | 2-4   | Torpedo Moscou |      | Şenlen 55e, Özdenak 57e      |       |
| 39 | 5 novembre 1975   | 2T (Retour) |      | Torpedo Moscou | 3-0   | Galatasaray    |      |                              |       |

## Saison 1976-1977

### Coupe des Coupes
|    | Date              | Tour        | Pays | Équipe         | Score | Équipe         | Pays | Buteurs                | Notes |
| -- | ----------------- | ----------- | ---- | -------------- | ----- | -------------- | ---- | ---------------------- | ----- |
| 40 | 15 septembre 1976 | 1T (Aller)  |      | AIK Stockholm  | 1-2   | Galatasaray    |      | Özdenak 65e, Özgül 78e |       |
| 41 | 29 septembre 1976 | 1T (Retour) |      | Galatasaray    | 1-1   | AIK Stockholm  |      | Özdenak 30e            |       |
| 42 | 20 octobre 1976   | 2T (Aller)  |      | RSC Anderlecht | 5-1   | Galatasaray    |      | Özdenak 49e            |       |
| 43 | 3 novembre 1976   | 2T (Retour) |      | Galatasaray    | 1-5   | RSC Anderlecht |      | Özdenak 35e            |       |

## Saison 1978-1979

### Coupe de l'UEFA
|    | Date              | Tour        | Pays | Équipe               | Score | Équipe               | Pays | Buteurs   | Notes |
| -- | ----------------- | ----------- | ---- | -------------------- | ----- | -------------------- | ---- | --------- | ----- |
| 44 | 13 septembre 1978 | 1T (Aller)  |      | Galatasaray          | 1-3   | West Bromwich Albion |      | Terim 88e |       |
| 45 | 27 septembre 1978 | 1T (Retour) |      | West Bromwich Albion | 3-1   | Galatasaray          |      | Inan 44e  |       |

- L'équipe de Galatasaray a joué son match à domicile à Izmir.

## Saison 1979-1980

### Coupe de l'UEFA
|    | Date              | Tour        | Pays | Équipe                   | Score | Équipe                   | Pays | Buteurs   | Notes |
| -- | ----------------- | ----------- | ---- | ------------------------ | ----- | ------------------------ | ---- | --------- | ----- |
| 46 | 19 septembre 1979 | 1T (Aller)  |      | Galatasaray              | 0-0   | Etoile Rouge de Belgrade |      |           |       |
| 47 | 3 octobre 1979    | 1T (Retour) |      | Etoile Rouge de Belgrade | 3-1   | Galatasaray              |      | Tekin 75e |       |

## Saison 1982-1983

### Coupe des Coupes
|    | Date              | Tour        | Pays | Équipe            | Score | Équipe            | Pays | Buteurs                 | Notes |
| -- | ----------------- | ----------- | ---- | ----------------- | ----- | ----------------- | ---- | ----------------------- | ----- |
| 48 | 15 septembre 1982 | 1T (Aller)  |      | Galatasaray       | 2-1   | FC Kuusysi Lahti  |      | Çetiner 21e, Ergücü 29e |       |
| 49 | 29 septembre 1982 | 1T (Retour) |      | FC Kuusysi Lahti  | 1-1   | Galatasaray       |      | Hodžić 88e              |       |
| 50 | 20 octobre 1982   | 2T (Aller)  |      | Galatasaray       | 2-4   | FK Austria Vienne |      | Seydiç 19e, 35e         |       |
| 51 | 3 novembre 1982   | 2T (Retour) |      | FK Austria Vienne | 0-1   | Galatasaray       |      | Ergücü 63e              |       |

## Saison 1985-1986

### Coupe des Coupes
|    | Date              | Tour        | Pays | Équipe          | Score | Équipe          | Pays | Buteurs         | Notes |
| -- | ----------------- | ----------- | ---- | --------------- | ----- | --------------- | ---- | --------------- | ----- |
| 52 | 18 septembre 1985 | 1T (Aller)  |      | Galatasaray     | 1-0   | Widzew Lodz     |      | Önal 13e (Pén.) |       |
| 53 | 3 octobre 1985    | 1T (Retour) |      | Widzew Lodz     | 2-1   | Galatasaray     |      | Keser 54e       |       |
| 54 | 23 octobre 1985   | 2T (Aller)  |      | Bayer Uerdingen | 2-0   | Galatasaray     |      |                 |       |
| 55 | 5 novembre 1985   | 2T (Retour) |      | Galatasaray     | 1-1   | Bayer Uerdingen |      | Prekazi 81e     |       |

- L'équipe de Galatasaray se qualifiait grâce au but à l'extérieur.

## Saison 1986-1987

### Coupe de l'UEFA
|    | Date              | Tour        | Pays | Équipe                | Score | Équipe                | Pays | Buteurs                  | Notes |
| -- | ----------------- | ----------- | ---- | --------------------- | ----- | --------------------- | ---- | ------------------------ | ----- |
| 56 | 17 septembre 1986 | 1T (Aller)  |      | Universitatea Craiova | 2-0   | Galatasaray           |      |                          |       |
| 57 | 1er octobre 1986  | 1T (Retour) |      | Galatasaray           | 2-1   | Universitatea Craiova |      | Tanman 63e, Altıntaş 86e |       |

## Saison 1987-1988

### Coupe des Clubs Champions
|    | Date              | Tour        | Pays | Équipe        | Score | Équipe        | Pays | Buteurs                     | Notes |
| -- | ----------------- | ----------- | ---- | ------------- | ----- | ------------- | ---- | --------------------------- | ----- |
| 58 | 16 septembre 1987 | 1T (Aller)  |      | PSV Eindhoven | 3-0   | Galatasaray   |      |                             |       |
| 59 | 30 septembre 1987 | 1T (Retour) |      | Galatasaray   | 2-0   | PSV Eindhoven |      | Çolak 6e, Nielsen 42e (csc) |       |

## Saison 1988-1989

### Coupe des Clubs Champions
|    | Date             | Tour         | Pays | Équipe          | Score | Équipe          | Pays | Buteurs                                 | Notes |
| -- | ---------------- | ------------ | ---- | --------------- | ----- | --------------- | ---- | --------------------------------------- | ----- |
| 60 | 7 septembre 1988 | 1T (Aller)   |      | Rapid Vienne    | 2-1   | Galatasaray     |      | Demiral 81e                             |       |
| 61 | 5 octobre 1988   | 1T (Retour)  |      | Galatasaray     | 2-0   | Rapid Vienne    |      | Çolak 53e, Tanman 67e                   |       |
| 62 | 26 octobre 1988  | 2T (Aller)   |      | Neuchâtel Xamax | 3-0   | Galatasaray     |      |                                         |       |
| 63 | 9 novembre 1988  | 2T (Retour)  |      | Galatasaray     | 5-0   | Neuchâtel Xamax |      | Tütüneker 19e, 77e, Çolak 54e, 80e, 89e |       |
| 64 | 1er mars 1989    | 1/4 (Aller)  |      | AS Monaco       | 0-1   | Galatasaray     |      | Çolak 20e                               |       |
| 65 | 15 mars 1989     | 1/4 (Retour) |      | Galatasaray     | 1-1   | AS Monaco       |      | Prekazi 51e                             |       |
| 66 | 5 avril 1989     | 1/2 (Aller)  |      | Steaua Bucarest | 4-0   | Galatasaray     |      |                                         |       |
| 67 | 19 avril 1989    | 1/2 (Retour) |      | Galatasaray     | 1-1   | Steaua Bucarest |      | Tanman 36e                              |       |

- L'équipe de Galatasaray a joué son match à domicile à Cologne en Allemagne.

## Saison 1989-1990

### Coupe de l'UEFA
|    | Date              | Tour        | Pays | Équipe                   | Score | Équipe                   | Pays | Buteurs   | Notes |
| -- | ----------------- | ----------- | ---- | ------------------------ | ----- | ------------------------ | ---- | --------- | ----- |
| 68 | 14 septembre 1989 | 1T (Aller)  |      | Galatasaray              | 1-1   | Etoile Rouge de Belgrade |      | Vezir 35e |       |
| 69 | 27 septembre 1989 | 1T (Retour) |      | Etoile Rouge de Belgrade | 2-0   | Galatasaray              |      |           |       |

## Saison 1991-1992

### Coupe des Coupes
|    | Date              | Tour         | Pays | Équipe                    | Score | Équipe                    | Pays | Buteurs                                    | Notes |
| -- | ----------------- | ------------ | ---- | ------------------------- | ----- | ------------------------- | ---- | ------------------------------------------ | ----- |
| 70 | 18 septembre 1991 | 1T (Aller)   |      | FC Stahl Eisenhüttenstadt | 1-2   | Galatasaray               |      | Kosecki 45e, Keser 71e                     |       |
| 71 | 2 octobre 1991    | 1T (Retour)  |      | Galatasaray               | 3-0   | FC Stahl Eisenhüttenstadt |      | Kosecki 20e (Pén.), Erdem 66e, Yücedağ 87e |       |
| 72 | 23 octobre 1991   | 2T (Aller)   |      | Galatasaray               | 0-1   | Banik Ostrava             |      |                                            |       |
| 73 | 6 novembre 1991   | 2T (Retour)  |      | Banik Ostrava             | 1-2   | Galatasaray               |      | Altıntaş 41e, Kosecki 43e (Pén.)           |       |
| 74 | 4 mars 1992       | 1/4 (Aller)  |      | Werder Brême              | 2-1   | Galatasaray               |      | Kosecki 33e                                |       |
| 75 | 18 mars 1992      | 1/4 (Retour) |      | Galatasaray               | 0-0   | Werder Brême              |      |                                            |       |

## Saison 1992-1993

### Coupe de l'UEFA
|    | Date              | Tour        | Pays | Équipe              | Score | Équipe              | Pays | Buteurs                     | Notes |
| -- | ----------------- | ----------- | ---- | ------------------- | ----- | ------------------- | ---- | --------------------------- | ----- |
| 76 | 16 septembre 1992 | 1T (Aller)  |      | GKS Katowice        | 0-0   | Galatasaray         |      |                             |       |
| 77 | 30 septembre 1992 | 1T (Retour) |      | Galatasaray         | 2-1   | GKS Katowice        |      | Şükür 31e, Götz 57e         |       |
| 78 | 21 octobre 1992   | 2T (Aller)  |      | Eintracht Frankfurt | 0-0   | Galatasaray         |      |                             |       |
| 79 | 4 novembre 1992   | 2T (Retour) |      | Galatasaray         | 1-0   | Eintracht Frankfurt |      | Tütüneker 5e                |       |
| 80 | 25 novembre 1993  | 3T (Aller)  |      | AS Rome             | 3-1   | Galatasaray         |      | Şükür 85e                   |       |
| 81 | 9 décembre 1993   | 3T (Retour) |      | Galatasaray         | 3-2   | AS Rome             |      | Kocabey 27e, 58e, Erdem 75e |       |

## Saison 1993-1994

### Ligue des Champions
|    | Date              | Tour        | Pays | Équipe            | Score | Équipe            | Pays | Buteurs                        | Notes |
| -- | ----------------- | ----------- | ---- | ----------------- | ----- | ----------------- | ---- | ------------------------------ | ----- |
| 82 | 15 septembre 1993 | 1T (Aller)  |      | Galatasaray       | 2-1   | Cork City         |      | Türkyılmaz 31e, Erdem 51e      |       |
| 83 | 29 septembre 1993 | 1T (Retour) |      | Cork City         | 0-1   | Galatasaray       |      | Türkyılmaz 76e                 |       |
| 84 | 20 octobre 1993   | 2T (Aller)  |      | Manchester United | 3-3   | Galatasaray       |      | Türkyılmaz 31e, 63e, Erdem 76e |       |
| 85 | 3 novembre 1993   | 2T (Retour) |      | Galatasaray       | 0-0   | Manchester United |      |                                |       |
| 86 | 24 novembre 1993  | Gr.A 1J     |      | Galatasaray       | 0-0   | FC Barcelone      |      |                                |       |
| 87 | 8 décembre 1993   | Gr.A 2J     |      | Spartak Moscou    | 0-0   | Galatasaray       |      |                                |       |
| 88 | 2 mars 1994       | Gr.A 3J     |      | AS Monaco         | 3-0   | Galatasaray       |      |                                |       |
| 89 | 16 mars 1994      | Gr.A 4J     |      | Galatasaray       | 0-2   | AS Monaco         |      |                                |       |
| 90 | 30 mars 1994      | Gr.A 5J     |      | FC Barcelone      | 3-0   | Galatasaray       |      |                                |       |
| 91 | 13 avril 1994     | Gr.A 6J     |      | Galatasaray       | 1-2   | Spartak Moscou    |      | Arslan 86e                     |       |

GROUPE A : CLASSEMENT FINAL
| Place | Club           | Pts | J | V | N | D | Buts + | Buts - | Diff. |
| 1er   | FC Barcelone   | 10  | 6 | 4 | 2 | 0 | 13     | 3      | +10   |
| 2e    | AS Monaco      | 7   | 6 | 3 | 1 | 2 | 9      | 4      | +5    |
| 3e    | Spartak Moscou | 5   | 6 | 1 | 3 | 2 | 6      | 12     | -6    |
| 4e    | Galatasaray    | 2   | 6 | 0 | 2 | 4 | 1      | 10     | -9    |

## Saison 1994-1995

### Ligue des Champions
|    | Date              | Tour        | Pays | Équipe            | Score | Équipe            | Pays | Buteurs                                                 | Notes |
| -- | ----------------- | ----------- | ---- | ----------------- | ----- | ----------------- | ---- | ------------------------------------------------------- | ----- |
| 92 | 10 août 1994      | TP (Aller)  |      | Avenir Beggen     | 1-5   | Galatasaray       |      | Türkyılmaz 30e, Sancaklı 35e, Şükür 69e, Erdem 76e, 89e |       |
| 93 | 24 août 1994      | TP (Retour) |      | Galatasaray       | 4-0   | Avenir Beggen     |      | Şükür 54e, 70e, 84e, Sancaklı 64e                       |       |
| 94 | 14 septembre 1994 | Gr.A 1J     |      | FC Barcelone      | 2-1   | Galatasaray       |      | Türkyılmaz 14e                                          |       |
| 95 | 28 septembre 1994 | Gr.A 2J     |      | Galatasaray       | 0-0   | Manchester United |      |                                                         |       |
| 96 | 19 octobre 1994   | Gr.A 3J     |      | IFK Göteborg      | 1-0   | Galatasaray       |      |                                                         |       |
| 97 | 2 novembre 1994   | Gr.A 4J     |      | Galatasaray       | 0-1   | IFK Göteborg      |      |                                                         |       |
| 98 | 23 novembre 1994  | Gr.A 5J     |      | Galatasaray       | 2-1   | FC Barcelone      |      | Şükür 71e (Pén.), Erdem 88e                             |       |
| 99 | 7 décembre 1994   | Gr.A 6J     |      | Manchester United | 4-0   | Galatasaray       |      |                                                         |       |

GROUPE A : CLASSEMENT FINAL
| Place | Club              | Pts | J | V | N | D | Buts + | Buts - | Diff. |
| 1er   | IFK Göteborg      | 13  | 6 | 4 | 1 | 1 | 10     | 7      | +3    |
| 2e    | FC Barcelone      | 8   | 6 | 2 | 2 | 2 | 11     | 8      | +3    |
| 3e    | Manchester United | 8   | 6 | 2 | 2 | 2 | 11     | 11     | 0     |
| 4e    | Galatasaray       | 4   | 6 | 1 | 1 | 4 | 3      | 9      | -6    |

## Saison 1995-1996

### Coupe de l'UEFA
|     | Date         | Tour        | Pays | Équipe        | Score | Équipe        | Pays | Buteurs      | Notes |
| --- | ------------ | ----------- | ---- | ------------- | ----- | ------------- | ---- | ------------ | ----- |
| 100 | 8 août 1995  | TP (Aller)  |      | Sparta Prague | 0-1   | Galatasaray   |      | Saunders 56e |       |
| 101 | 22 août 1995 | TP (Retour) |      | Galatasaray   | 1-1   | Sparta Prague |      | Saunders 4e  |       |

## Saison 1996-1997

### Coupe des Coupes
|     | Date              | Tour        | Pays                   | Équipe                 | Score | Équipe                 | Pays                   | Buteurs                                 | Notes |
| --- | ----------------- | ----------- | ---------------------- | ---------------------- | ----- | ---------------------- | ---------------------- | --------------------------------------- | ----- |
| 102 | 12 septembre 1996 | 1T (Aller)  | Drapeau de la Moldavie | Constructorul Chisinau | 0-1   | Galatasaray            | Drapeau de la Turquie  | Adrian Knup 73e                         |       |
| 103 | 26 septembre 1996 | 1T (Retour) | Drapeau de la Turquie  | Galatasaray            | 4-0   | Constructorul Chisinau | Drapeau de la Moldavie | Şükür 49e, 80e, Erdem 73e, Hagi 75e     |       |
| 104 | 17 octobre 1996   | 2T (Aller)  | Drapeau de la Turquie  | Galatasaray            | 4-2   | Paris Saint-Germain    | Drapeau de la France   | Şükür 5e, 31e, Kerimoğlu 13e, Ünsal 49e |       |
| 105 | 31 octobre 1996   | 2T (Retour) | Drapeau de la France   | Paris Saint-Germain    | 4-0   | Galatasaray            | Drapeau de la Turquie  |                                         |       |

## Saison 1997-1998

### Ligue des Champions
|     | Date              | Tour        | Pays                   | Équipe            | Score | Équipe            | Pays                   | Buteurs                                       | Notes |
| --- | ----------------- | ----------- | ---------------------- | ----------------- | ----- | ----------------- | ---------------------- | --------------------------------------------- | ----- |
| 106 | 13 août 1997      | TQ (Aller)  | Drapeau de la Suisse   | FC Sion           | 1-4   | Galatasaray       | Drapeau de la Turquie  | Milton 4e (CSC), Erdem 9e, Ilie 61e, Kaya 86e |       |
| 107 | 27 août 1997      | TQ (Retour) | Drapeau de la Turquie  | Galatasaray       | 4-1   | FC Sion           | Drapeau de la Suisse   | Ilie 40e, 52e, 56e, Akyel 61e                 |       |
| 108 | 17 septembre 1997 | Gr.A 1J     | Drapeau de la Turquie  | Galatasaray       | 0-1   | Borussia Dortmund | Drapeau de l'Allemagne |                                               |       |
| 109 | 1er octobre 1997  | Gr.A 2J     | Drapeau de l'Italie    | Parme AC          | 2-0   | Galatasaray       | Drapeau de la Turquie  |                                               |       |
| 110 | 22 octobre 1997   | Gr.A 3J     | Drapeau de la Tchéquie | Sparta Prague     | 3-0   | Galatasaray       | Drapeau de la Turquie  |                                               |       |
| 111 | 5 novembre 1997   | Gr.A 4J     | Drapeau de la Turquie  | Galatasaray       | 2-0   | Sparta Prague     | Drapeau de la Tchéquie | Kerimoğlu 58e, 86e                            |       |
| 112 | 27 novembre 1997  | Gr.A 5J     | Drapeau de l'Allemagne | Borussia Dortmund | 4-1   | Galatasaray       | Drapeau de la Turquie  | Penbe 87e                                     |       |
| 113 | 10 décembre 1997  | Gr.A 6J     | Drapeau de la Turquie  | Galatasaray       | 1-1   | Parme AC          | Drapeau de l'Italie    | Ilie 52e                                      |       |

GROUPE A : CLASSEMENT FINAL
| Place | Club              | Pts | J | V | N | D | Buts + | Buts - | Diff. |
| 1er   | Borussia Dortmund | 15  | 6 | 5 | 0 | 1 | 14     | 3      | +11   |
| 2e    | Parme FC          | 9   | 6 | 2 | 3 | 1 | 6      | 5      | +1    |
| 3e    | Sparta Prague     | 5   | 6 | 1 | 2 | 3 | 6      | 11     | -5    |
| 4e    | Galatasaray       | 4   | 6 | 1 | 1 | 4 | 4      | 11     | -7    |

## Saison 1998-1999

### Ligue des Champions
|     | Date              | Tour        | Pays                  | Équipe                  | Score | Équipe                  | Pays                  | Buteurs                         | Notes |
| --- | ----------------- | ----------- | --------------------- | ----------------------- | ----- | ----------------------- | --------------------- | ------------------------------- | ----- |
| 114 | 12 août 1998      | TQ (Aller)  | Drapeau de la Turquie | Galatasaray             | 2-1   | Grasshopper-Club Zurich | Drapeau de la Suisse  | Hagi 58e (Pén.), Şükür 66e      |       |
| 115 | 26 août 1998      | TQ (Retour) | Drapeau de la Suisse  | Grasshopper-Club Zurich | 2-3   | Galatasaray             | Drapeau de la Turquie | Şükür 17e, 43e, Hagi 65e (Pén.) |       |
| 116 | 16 septembre 1998 | Gr.B 1J     | Drapeau de l'Italie   | Juventus                | 2-2   | Galatasaray             | Drapeau de la Turquie | Şükür 42e, Davala 63e           |       |
| 117 | 30 septembre 1998 | Gr.B 2J     | Drapeau de la Turquie | Galatasaray             | 2-1   | Athletic Bilbao         | Drapeau de l'Espagne  | Buruk 15e, Hagi 90e             |       |
| 118 | 21 octobre 1998   | Gr.B 3J     | Drapeau de la Norvège | Rosenborg BK            | 3-0   | Galatasaray             | Drapeau de la Turquie |                                 |       |
| 119 | 4 novembre 1998   | Gr.B 4J     | Drapeau de la Turquie | Galatasaray             | 3-0   | Rosenborg BK            | Drapeau de la Norvège | Şükür 55e, 74e, Erdem 66e       |       |
| 120 | 2 décembre 1998   | Gr.B 5J     | Drapeau de la Turquie | Galatasaray             | 1-1   | Juventus                | Drapeau de l'Italie   | Kaya 90e                        |       |
| 121 | 9 décembre 1998   | Gr.B 6J     | Drapeau de l'Espagne  | Athletic Bilbao         | 1-0   | Galatasaray             | Drapeau de la Turquie |                                 |       |

- Le match fut à la base le programmé pour le 25 novembre 1998, avant d'être décalé au 2 décembre 1998, à cause d'une crise diplomatique entre la Turquie et l'Italie a cette période.

GROUPE B : CLASSEMENT FINAL
| Place | Club            | Pts | J | V | N | D | Buts + | Buts - | Diff. |
| 1er   | Juventus        | 8   | 6 | 1 | 5 | 0 | 7      | 5      | +2    |
| 2e    | Galatasaray     | 8   | 6 | 2 | 2 | 2 | 8      | 8      | 0     |
| 3e    | Rosenborg BK    | 8   | 6 | 2 | 2 | 2 | 7      | 8      | -1    |
| 4e    | Athletic Bilbao | 6   | 6 | 1 | 3 | 2 | 5      | 6      | -1    |

## Saison 1999-2000

### Ligue des Champions
|     | Date              | Tour         | Pays                    | Équipe            | Score | Équipe            | Pays                    | Buteurs                                  | Notes |
| --- | ----------------- | ------------ | ----------------------- | ----------------- | ----- | ----------------- | ----------------------- | ---------------------------------------- | ----- |
| 122 | 11 août 1999      | 3TQ (Aller)  | Drapeau de l'Autriche   | Rapid Vienne      | 0-3   | Galatasaray       | Drapeau de la Turquie   | Ünsal 34e, Akyel 39e, Hagi 90e           |       |
| 123 | 25 août 1999      | 3TQ (Retour) | Drapeau de la Turquie   | Galatasaray       | 1-0   | Rapid Vienne      | Drapeau de l'Autriche   | Buruk 52e                                |       |
| 124 | 15 septembre 1999 | Ph.1 Gr.H 1J | Drapeau de la Turquie   | Galatasaray       | 2-2   | Hertha BSC Berlin | Drapeau de l'Allemagne  | Şükür 24e, Hagi 86e                      |       |
| 125 | 21 septembre 1999 | Ph.1 Gr.H 2J | Drapeau de l'Italie     | Milan AC          | 2-1   | Galatasaray       | Drapeau de la Turquie   | Davala 50e                               |       |
| 126 | 28 septembre 1999 | Ph.1 Gr.H 3J | Drapeau de l'Angleterre | Chelsea FC        | 1-0   | Galatasaray       | Drapeau de la Turquie   |                                          |       |
| 127 | 20 octobre 1999   | Ph.1 Gr.H 4J | Drapeau de la Turquie   | Galatasaray       | 0-5   | Chelsea FC        | Drapeau de l'Angleterre |                                          |       |
| 128 | 26 octobre 1999   | Ph.1 Gr.H 5J | Drapeau de l'Allemagne  | Hertha BSC Berlin | 1-4   | Galatasaray       | Drapeau de la Turquie   | Şükür 48e, 66e, Kerimoğlu 81e, Buruk 90e |       |
| 129 | 3 novembre 1999   | Ph.1 Gr.H 6J | Drapeau de la Turquie   | Galatasaray       | 3-2   | Milan AC          | Drapeau de l'Italie     | Capone 27e, Şükür 87e, Davala 90e (Pén.) |       |

PHASE 1 : GROUPE H : CLASSEMENT FINAL
| Place | Club              | Pts | J | V | N | D | Buts + | Buts - | Diff. |
| 1er   | Chelsea           | 11  | 6 | 3 | 2 | 1 | 10     | 3      | +7    |
| 2e    | Hertha BSC Berlin | 8   | 6 | 2 | 2 | 2 | 7      | 10     | -3    |
| 3e    | Galatasaray       | 7   | 6 | 2 | 1 | 3 | 10     | 13     | -3    |
| 4e    | Milan AC          | 6   | 6 | 1 | 3 | 2 | 6      | 7      | -1    |

### Coupe de l'UEFA
|     | Date             | Tour         | Pays                    | Équipe            | Score | Équipe            | Pays                    | Buteurs                                        | Notes |
| --- | ---------------- | ------------ | ----------------------- | ----------------- | ----- | ----------------- | ----------------------- | ---------------------------------------------- | ----- |
| 130 | 23 novembre 1999 | 3T (Aller)   | Drapeau de l'Italie     | Bologne FC        | 1-1   | Galatasaray       | Drapeau de la Turquie   | Şükür 83e                                      |       |
| 131 | 9 décembre 1999  | 3T (Retour)  | Drapeau de la Turquie   | Galatasaray       | 2-1   | Bologne FC        | Drapeau de l'Italie     | Şaş 5e, Davala 29e                             |       |
| 132 | 2 mars 2000      | 4T (Aller)   | Drapeau de l'Allemagne  | Borussia Dortmund | 0-2   | Galatasaray       | Drapeau de la Turquie   | Şükür 32e, Hagi 45e                            |       |
| 133 | 9 mars 2000      | 4T (Retour)  | Drapeau de la Turquie   | Galatasaray       | 0-0   | Borussia Dortmund | Drapeau de l'Allemagne  |                                                |       |
| 134 | 16 mars 2000     | 1/4 (Aller)  | Drapeau de l'Espagne    | Real Majorque     | 1-4   | Galatasaray       | Drapeau de la Turquie   | Erdem 44e, Belözoğlu 49e, Şükür 58e, Buruk 65e |       |
| 135 | 23 mars 2000     | 1/4 (Retour) | Drapeau de la Turquie   | Galatasaray       | 2-1   | Real Majorque     | Drapeau de l'Espagne    | Capone 34e, Şükür 47e                          |       |
| 136 | 6 avril 2000     | 1/2 (Aller)  | Drapeau de la Turquie   | Galatasaray       | 2-0   | Leeds United      | Drapeau de l'Angleterre | Şükür 12e, Capone 44e                          |       |
| 137 | 20 avril 2000    | 1/2 (Retour) | Drapeau de l'Angleterre | Leeds United      | 2-2   | Galatasaray       | Drapeau de la Turquie   | Hagi 5e (Pén.), Şükür 42e                      |       |

|  |

| Équipes        | Galatasaray - Arsenal |
| Score          | 0-0 (4 tab 1) |
| Date           | 17 mai 2000 |
| Stade          | Parken Stadium, Copenhague |
| Arbitre        | Antonio López Nieto |
| Buts           | - |
| Tirs au but    | Pour Galatasaray: Penbe , Şükür , Davala , Popescu · Pour Arsenal FC: Suker , Parlour , Vieira |
| Galatasaray    | Cláudio Taffarel, Oliveira Capone, Gheorghe Popescu, Bülent Korkmaz, Ümit Davala, Suat Kaya (Ahmet Yıldırım 95e), Okan Buruk (Hakan Ünsal 82e), Arif Erdem, Ergün Penbe, Gheorghe Hagi, Hakan Şükür Entraîneur : Fatih Terim |
| Arsenal        | David Seaman, Lee Dixon, Martin Keown, Tony Adams, Sylvinho, Ray Parlour, Patrick Viera, Emmanuel Petit, Marc Overmars (Davor Šuker 115e), Dennis Bergkamp (Nwankwo Kanu 72e), Thierry Henry Entraîneur : Arsène Wenger      |
| Avertissements | |
| Expulsions     | Gheorghe Hagi |

### Supercoupe de l'UEFA
| 25 août 2000 | Real Madrid     | 1-2 | Galatasaray                        | Stade Louis-II, Monaco                        |                                               |
| 20:45        | Raúl 79e (pen.) |     | Jardel 41e (pen.) 103e (But en or) | Spectateurs : 15 000 Arbitrage : Günter Benkö | Spectateurs : 15 000 Arbitrage : Günter Benkö |

| Real Madrid | Galatasaray |

| REAL MADRID : |    |                  |     |     |
| |    |                  |     |     |
| G | 25 | Iker Casillas    |     |     |
| D | 21 | Geremi           |     |     |
| D | 12 | Ivan Campo       |     | 66e |
| D | 6  | Iván Helguera    | 32e |     |
| D | 3  | Roberto Carlos   |     |     |
| M | 20 | Albert Celades   |     | 99e |
| M | 16 | Claude Makelele  | 22e |     |
| M | 10 | Luís Figo        | 70e |     |
| M | 14 | Guti             |     | 53e |
| M | 11 | Sávio            |     |     |
| A | 7  | Raúl (c)         |     |     |
| Remplaçants rentré : |    |                  |     |     |
| M | 22 | Pedro Munitis    | 99e | 53e |
| M | 17 | Flávio Conceição |     | 66e |
| D | 2  | Michel Salgado   |     | 99e |
| Entraîneur : |    |                  |     |     |
| Vicente del Bosque Homme du match: Mário Jardel (Galatasaray SK) Arbitres assistants : Egon Bereuter Markus Mayr 4e Arbitre : |    |                  |     |     |

| GALATASARAY :        |    |                    |     |     |
|                      |    |                    |     |     |
| G                    | 1  | Claudio Taffarel   |     |     |
| D                    | 3  | Bülent Korkmaz (c) |     |     |
| D                    | 4  | Gheorghe Popescu   |     |     |
| D                    | 35 | Oliveira Capone    | 84e |     |
| D                    | 57 | Hakan Ünsal        |     |     |
| M                    | 7  | Okan Buruk         | 7e  | 81e |
| M                    | 5  | Emre Belözoğlu     |     |     |
| M                    | 10 | Gheorghe Hagi      | 72e |     |
| M                    | 8  | Suat Kaya          | 29e |     |
| M                    | 22 | Ümit Davala        | 90e |     |
| A                    | 9  | Mário Jardel       |     |     |
| Remplaçants rentré : |    |                    |     |     |
| D                    | 14 | Fatih Akyel        |     | 84e |
| M                    | 11 | Hasan Şaş          |     | 81e |
| M                    | 28 | Bülent Akın        |     | 72e |
| Entraîneur :         |    |                    |     |     |
| Mircea Lucescu       |    |                    |     |     |

## Saison 2000-2001

### Ligue des Champions
|     | Date              | Tour         | Pays                  | Équipe          | Score | Équipe          | Pays                  | Buteurs                                | Notes |
| --- | ----------------- | ------------ | --------------------- | --------------- | ----- | --------------- | --------------------- | -------------------------------------- | ----- |
| 140 | 9 août 2000       | 3TQ (Aller)  | Drapeau de la Suisse  | FC Saint-Gall   | 1-2   | Galatasaray     | Drapeau de la Turquie | Jardel 35e, 74e                        |       |
| 141 | 22 août 2000      | 3TQ (Retour) | Drapeau de la Turquie | Galatasaray     | 2-2   | FC Saint-Gall   | Drapeau de la Suisse  | Zellweger 22e (CSC), Jardel 28e (Pén.) |       |
| 142 | 12 septembre 2000 | Ph.1 Gr.D 1J | Drapeau de la Turquie | Galatasaray     | 3-0   | AS Monaco       | Drapeau de la France  | Jardel 16e, Hagi 29e, Capone 80e       |       |
| 143 | 20 septembre 2000 | Ph.1 Gr.D 2J | Drapeau de l'Autriche | Sturm Graz      | 3-0   | Galatasaray     | Drapeau de la Turquie |                                        |       |
| 144 | 27 septembre 2000 | Ph.1 Gr.D 3J | Drapeau de la Turquie | Galatasaray     | 3-2   | Glasgow Rangers |                       | Ünsal 50e, Akın 52e, Jardel 70e        |       |
| 145 | 17 octobre 2000   | Ph.1 Gr.D 4J |                       | Glasgow Rangers | 0-0   | Galatasaray     | Drapeau de la Turquie |                                        |       |
| 146 | 25 octobre 2000   | Ph.1 Gr.D 5J | Drapeau de la France  | AS Monaco       | 4-2   | Galatasaray     | Drapeau de la Turquie | Ünsal 24e, Korkmaz 63e                 |       |
| 147 | 7 novembre 2000   | Ph.1 Gr.D 6J | Drapeau de la Turquie | Galatasaray     | 2-2   | Sturm Graz      | Drapeau de l'Autriche | Penbe 29e, Jardel 75e                  |       |

PHASE 1 : GROUPE D : Classement final
| Place | Club            | Pts | J | V | N | D | Buts + | Buts - | Diff. |
| 1er   | SK Sturm Graz   | 10  | 6 | 3 | 1 | 2 | 9      | 12     | -3    |
| 2e    | Galatasaray     | 8   | 6 | 2 | 2 | 2 | 10     | 13     | -3    |
| 3e    | Glasgow Rangers | 8   | 6 | 2 | 2 | 2 | 10     | 7      | +3    |
| 4e    | AS Monaco       | 7   | 6 | 2 | 1 | 3 | 13     | 10     | +3    |

NB : Galatasaray termine devant Glasgow Rangers grâce aux confrontations directes.
|     | Date             | Tour         | Pays                  | Équipe               | Score | Équipe               | Pays                  | Buteurs              | Notes |
| --- | ---------------- | ------------ | --------------------- | -------------------- | ----- | -------------------- | --------------------- | -------------------- | ----- |
| 148 | 21 novembre 2000 | Ph.2 Gr.B 1J | Drapeau de l'Italie   | Milan AC             | 2-2   | Galatasaray          | Drapeau de la Turquie | Jardel 39e, Şaş 41e  |       |
| 149 | 6 décembre 2000  | Ph.2 Gr.B 2J | Drapeau de la Turquie | Galatasaray          | 1-0   | Paris Saint-Germain  | Drapeau de la France  | Davala 51e (Pén.)    |       |
| 150 | 14 février 2001  | Ph.2 Gr.B 3J | Drapeau de la Turquie | Galatasaray          | 1-0   | Deportivo la Corogne | Drapeau de l'Espagne  | Kaya 11e             |       |
| 151 | 20 février 2001  | Ph.2 Gr.B 4J | Drapeau de l'Espagne  | Deportivo la Corogne | 2-0   | Galatasaray          | Drapeau de la Turquie |                      |       |
| 152 | 7 mars 2001      | Ph.2 Gr.B 5J | Drapeau de la Turquie | Galatasaray          | 2-0   | Milan AC             | Drapeau de l'Italie   | Hagi 10e, Jardel 86e |       |
| 153 | 13 mars 2001     | Ph.2 Gr.B 6J | Drapeau de la France  | Paris Saint-Germain  | 2-0   | Galatasaray          | Drapeau de la Turquie |                      |       |

PHASE 2 : GROUPE B : CLASSEMENT FINAL
| Place | Club                 | Pts | J | V | N | D | Buts + | Buts - | Diff. |
| 1er   | Deportivo La Corogne | 10  | 6 | 3 | 1 | 2 | 10     | 7      | +3    |
| 2e    | Galatasaray          | 10  | 6 | 3 | 1 | 2 | 6      | 6      | 0     |
| 3e    | Milan AC             | 7   | 6 | 1 | 4 | 1 | 6      | 7      | -1    |
| 4e    | Paris SG             | 5   | 6 | 1 | 2 | 3 | 8      | 10     | -2    |

NB : Deportivo la Corogne termine devant Galatasaray grâce aux confrontations directes.
|     | Date          | Tour         | Pays                  | Équipe      | Score | Équipe      | Pays                  | Buteurs                                | Notes |
| --- | ------------- | ------------ | --------------------- | ----------- | ----- | ----------- | --------------------- | -------------------------------------- | ----- |
| 154 | 3 avril 2001  | 1/4 (Aller)  | Drapeau de la Turquie | Galatasaray | 3-2   | Real Madrid | Drapeau de l'Espagne  | Davala 47e (Pén.), Şaş 66e, Jardel 75e |       |
| 155 | 18 avril 2001 | 1/4 (Retour) | Drapeau de l'Espagne  | Real Madrid | 3-0   | Galatasaray | Drapeau de la Turquie |                                        |       |

## Saison 2001-2002

### Ligue des Champions
|     | Date              | Tour         | Pays                   | Équipe           | Score | Équipe           | Pays                   | Buteurs                                  | Notes |
| --- | ----------------- | ------------ | ---------------------- | ---------------- | ----- | ---------------- | ---------------------- | ---------------------------------------- | ----- |
| 156 | 25 juillet 2001   | 2TP (Aller)  | Drapeau de la Turquie  | Galatasaray      | 2-0   | Vllaznia Shkodër | Drapeau de l'Albanie   | Karan 18e, Kaya 90e                      |       |
| 157 | 1er août 2001     | 2TP (Retour) | Drapeau de l'Albanie   | Vllaznia Shkodër | 1-4   | Galatasaray      | Drapeau de la Turquie  | Karan 38e, Erdem 49e, Şaş 73e, Aykut 78e |       |
| 158 | 8 août 2001       | 3TP (Aller)  | Drapeau de la Turquie  | Galatasaray      | 2-1   | Levski Sofia     | Drapeau de la Bulgarie | Karan 9e, Davala 74e                     |       |
| 159 | 22 août 2001      | 3TP (Retour) | Drapeau de la Bulgarie | Levski Sofia     | 1-1   | Galatasaray      | Drapeau de la Turquie  | Aykut 50e                                |       |
| 160 | 11 septembre 2001 | Ph.1 Gr.D 1J | Drapeau de la Turquie  | Galatasaray      | 1-0   | Lazio Rome       | Drapeau de l'Italie    | Karan 79e                                |       |
| 161 | 19 septembre 2001 | Ph.1 Gr.D 2J | Drapeau des Pays-Bas   | PSV Eindhoven    | 3-1   | Galatasaray      | Drapeau de la Turquie  | Karan 68e                                |       |
| 162 | 26 septembre 2001 | Ph.1 Gr.D 3J | Drapeau de la France   | FC Nantes        | 0-1   | Galatasaray      | Drapeau de la Turquie  | Yalçın 79e                               |       |
| 163 | 16 octobre 2001   | Ph.1 Gr.D 4J | Drapeau de la Turquie  | Galatasaray      | 0-0   | FC Nantes        | Drapeau de la France   |                                          |       |
| 164 | 24 octobre 2001   | Ph.1 Gr.D 5J | Drapeau de l'Italie    | Lazio Rome       | 1-0   | Galatasaray      | Drapeau de la Turquie  |                                          |       |
| 165 | 30 octobre 2001   | Ph.1 Gr.D 6J | Drapeau de la Turquie  | Galatasaray      | 2-0   | PSV Eindhoven    | Drapeau des Pays-Bas   | Yalçın 26e, Erdem 50e                    |       |

PHASE 1 : GROUPE D : CLASSEMENT FINAL
| Place | Club          | Pts | J | V | N | D | Buts + | Buts - | Diff. |
| 1er   | FC Nantes     | 11  | 6 | 3 | 2 | 1 | 8      | 3      | +5    |
| 2e    | Galatasaray   | 10  | 6 | 3 | 1 | 2 | 5      | 4      | +1    |
| 3e    | PSV Eindhoven | 7   | 6 | 2 | 1 | 3 | 6      | 9      | -3    |
| 4e    | Lazio Rome    | 6   | 6 | 2 | 0 | 4 | 4      | 7      | -3    |

|     | Date             | Tour         | Pays                    | Équipe       | Score | Équipe       | Pays                    | Buteurs                 | Notes |
| --- | ---------------- | ------------ | ----------------------- | ------------ | ----- | ------------ | ----------------------- | ----------------------- | ----- |
| 166 | 20 novembre 2001 | Ph.2 Gr.B 1J | Drapeau de la Turquie   | Galatasaray  | 1-1   | AS Rome      | Drapeau de l'Italie     | Pérez 22e               |       |
| 167 | 5 décembre 2001  | Ph.2 Gr.B 2J | Drapeau de l'Espagne    | FC Barcelone | 2-2   | Galatasaray  | Drapeau de la Turquie   | Karan 5e, Fleurquin 41e |       |
| 168 | 20 février 2002  | Ph.2 Gr.B 3J | Drapeau de l'Angleterre | Liverpool FC | 0-0   | Galatasaray  | Drapeau de la Turquie   |                         |       |
| 169 | 26 février 2002  | Ph.2 Gr.B 4J | Drapeau de la Turquie   | Galatasaray  | 1-1   | Liverpool FC | Drapeau de l'Angleterre | Niculescu 71e           |       |
| 170 | 13 mars 2002     | Ph.2 Gr.B 5J | Drapeau de l'Italie     | AS Rome      | 1-1   | Galatasaray  | Drapeau de la Turquie   | Karan 45e               |       |
| 171 | 19 mars 2002     | Ph.2 Gr.B 6J | Drapeau de la Turquie   | Galatasaray  | 0-1   | FC Barcelone | Drapeau de l'Espagne    |                         |       |

PHASE 2 : GROUPE B : CLASSEMENT FINAL
| Place | Club         | Pts | J | V | N | D | Buts + | Buts - | Diff. |
| 1er   | FC Barcelone | 9   | 6 | 2 | 3 | 1 | 7      | 7      | 0     |
| 2e    | Liverpool    | 7   | 6 | 1 | 4 | 1 | 4      | 4      | 0     |
| 3e    | AS Rome      | 7   | 6 | 1 | 4 | 1 | 6      | 5      | +1    |
| 4e    | Galatasaray  | 5   | 6 | 0 | 5 | 1 | 5      | 6      | -1    |

NB : Liverpool termine devant l'AS Rome grâce aux confrontations directes

## Saison 2002-2003

### Ligue des Champions
|     | Date              | Tour         | Pays                   | Équipe           | Score | Équipe           | Pays                   | Buteurs             | Notes |
| --- | ----------------- | ------------ | ---------------------- | ---------------- | ----- | ---------------- | ---------------------- | ------------------- | ----- |
| 172 | 18 septembre 2002 | Ph.1 Gr.H 1J | Drapeau de la Russie   | Lokomotiv Moscou | 0-2   | Galatasaray      | Drapeau de la Turquie  | Sarr 72e, Erdem 81e |       |
| 173 | 24 septembre 2002 | Ph.1 Gr.H 2J | Drapeau de la Turquie  | Galatasaray      | 0-2   | FC Barcelone     | Drapeau de l'Espagne   |                     |       |
| 174 | 1er octobre 2002  | Ph.1 Gr.H 3J | Drapeau de la Turquie  | Galatasaray      | 0-0   | FC Bruges        | Drapeau de la Belgique |                     |       |
| 175 | 23 octobre 2002   | Ph.1 Gr.H 4J | Drapeau de la Belgique | FC Bruges        | 3-1   | Galatasaray      | Drapeau de la Turquie  | Pinto 56e           |       |
| 176 | 29 octobre 2002   | Ph.1 Gr.H 5J | Drapeau de la Turquie  | Galatasaray      | 1-2   | Lokomotiv Moscou | Drapeau de la Turquie  | Şaş 73e             |       |
| 177 | 13 novembre 2002  | Ph.1 Gr.H 6J | Drapeau de l'Espagne   | FC Barcelone     | 3-1   | Galatasaray      | Drapeau de la Turquie  | Haspolatlı 20e      |       |

PHASE 1 : GROUPE H : CLASSEMENT FINAL
| Place | Club          | Pts | J | V | N | D | Buts + | Buts - | Diff. |
| 1er   | FC Barcelone  | 18  | 6 | 6 | 0 | 0 | 13     | 4      | +9    |
| 2e    | MFK Lokomotiv | 7   | 6 | 2 | 1 | 3 | 5      | 7      | -2    |
| 3e    | FC Bruges     | 5   | 6 | 1 | 2 | 3 | 5      | 7      | -2    |
| 4e    | Galatasaray   | 4   | 6 | 1 | 1 | 4 | 5      | 10     | -5    |

## Saison 2003-2004

### Ligue des Champions
|     | Date              | Tour         | Pays                   | Équipe              | Score | Équipe              | Pays                   | Buteurs                             | Notes |
| --- | ----------------- | ------------ | ---------------------- | ------------------- | ----- | ------------------- | ---------------------- | ----------------------------------- | ----- |
| 178 | 13 août 2003      | 3TP (Aller)  | Drapeau de la Turquie  | Galatasaray         | 3-0   | CSKA Sofia          | Drapeau de la Bulgarie | Şaş 48e, Şükür 51e, Erdem 82e       |       |
| 179 | 27 août 2003      | 3TP (Retour) | Drapeau de la Bulgarie | CSKA Sofia          | 0-3   | Galatasaray         | Drapeau de la Turquie  | Prates 27e, Sarıoğlu 53e, Erdem 85e |       |
| 180 | 17 septembre 2003 | Gr.D 1J      | Drapeau de l'Italie    | Juventus            | 2-1   | Galatasaray         | Drapeau de la Turquie  | Şükür 51e                           |       |
| 181 | 30 septembre 2003 | Gr.D 2J      | Drapeau de la Turquie  | Galatasaray         | 1-2   | Real Sociedad       | Drapeau de l'Espagne   | Şükür 61e                           |       |
| 182 | 21 octobre 2003   | Gr.D 3J      | Drapeau de la Turquie  | Galatasaray         | 1-0   | Olympiakos le Pirée | Drapeau de la Grèce    | Haspolatlı 9e                       |       |
| 183 | 5 novembre 2003   | Gr.D 4J      | Drapeau de la Grèce    | Olympiakos le Pirée | 3-0   | Galatasaray         | Drapeau de la Turquie  |                                     |       |
| 184 | 2 décembre 2003   | Gr.D 5J      | Drapeau de la Turquie  | Galatasaray         | 2-0   | Juventus            | Drapeau de l'Italie    | Şükür 61e, 90+4e                    | *     |
| 185 | 10 décembre 2003  | Gr.D 6J      | Drapeau de l'Espagne   | Real Sociedad       | 1-1   | Galatasaray         | Drapeau de la Turquie  | Şükür 26e                           |       |

- Le match a été disputé à Dortmund.

GROUPE D : CLASSEMENT FINAL
| Place | Club          | Pts | J | V | N | D | Buts + | Buts - | Diff. |
| 1er   | Juventus      | 13  | 6 | 4 | 1 | 1 | 15     | 6      | +9    |
| 2e    | Real Sociedad | 9   | 6 | 2 | 3 | 1 | 8      | 8      | 0     |
| 3e    | Galatasaray   | 7   | 6 | 2 | 1 | 3 | 6      | 8      | -2    |
| 4e    | Olympiakos    | 4   | 6 | 1 | 1 | 4 | 6      | 13     | -7    |

### Coupe de l'UEFA
|     | Date            | Tour        | Pays                  | Équipe        | Score | Équipe        | Pays                  | Buteurs                 | Notes |
| --- | --------------- | ----------- | --------------------- | ------------- | ----- | ------------- | --------------------- | ----------------------- | ----- |
| 186 | 26 février 2004 | 3T (Aller)  | Drapeau de la Turquie | Galatasaray   | 2-2   | Villarreal CF | Drapeau de l'Espagne  | Erdoğan 27e, Prates 50e |       |
| 187 | 3 mars 2004     | 3T (Retour) | Drapeau de l'Espagne  | Villarreal CF | 3-0   | Galatasaray   | Drapeau de la Turquie |                         |       |

## Saison 2005-2006

### Coupe de l'UEFA
|     | Date              | Tour        | Pays                  | Équipe      | Score | Équipe      | Pays                  | Buteurs   | Notes |
| --- | ----------------- | ----------- | --------------------- | ----------- | ----- | ----------- | --------------------- | --------- | ----- |
| 188 | 15 septembre 2005 | 1T (Aller)  | Drapeau de la Norvège | Tromsø IL   | 1-0   | Galatasaray | Drapeau de la Turquie |           |       |
| 189 | 29 septembre 2005 | 1T (Retour) | Drapeau de la Turquie | Galatasaray | 1-1   | Tromsø IL   | Drapeau de la Norvège | Şükür 78e |       |

## Saison 2006-2007

### Ligue des Champions
|     | Date              | Tour         | Pays                    | Équipe                | Score | Équipe                | Pays                    | Buteurs                                                 | Notes |
| --- | ----------------- | ------------ | ----------------------- | --------------------- | ----- | --------------------- | ----------------------- | ------------------------------------------------------- | ----- |
| 190 | 9 août 2006       | 3TP (Aller)  | Drapeau de la Turquie   | Galatasaray           | 5-2   | FK Mladá Boleslav     | Drapeau de la Tchéquie  | Ilić 7e (Pén.), Turan 43e, 60e, Şükür 49e, Sarıoğlu 90e |       |
| 191 | 23 août 2006      | 3TP (Retour) | Drapeau de la Tchéquie  | FK Mladá Boleslav     | 1-1   | Galatasaray           | Drapeau de la Turquie   | Şaş 73e                                                 |       |
| 192 | 12 septembre 2006 | Gr.C 1J      | Drapeau de la Turquie   | Galatasaray           | 0-0   | Girondins de Bordeaux | Drapeau de la France    |                                                         |       |
| 193 | 27 septembre 2006 | Gr.C 2J      | Drapeau de l'Angleterre | Liverpool FC          | 3-2   | Galatasaray           | Drapeau de la Turquie   | Karan 59e, 65e                                          |       |
| 194 | 18 octobre 2006   | Gr.C 3J      | Drapeau de la Turquie   | Galatasaray           | 1-2   | PSV Eindhoven         | Drapeau des Pays-Bas    | Ilić 19e                                                |       |
| 195 | 31 octobre 2006   | Gr.C 4J      | Drapeau des Pays-Bas    | PSV Eindhoven         | 2-0   | Galatasaray           | Drapeau de la Turquie   |                                                         |       |
| 196 | 22 novembre 2006  | Gr.C 5J      | Drapeau de la France    | Girondins de Bordeaux | 3-1   | Galatasaray           | Drapeau de la Turquie   | Inamoto 73e                                             |       |
| 197 | 5 décembre 2006   | Gr.C 6J      | Drapeau de la Turquie   | Galatasaray           | 3-1   | Liverpool FC          | Drapeau de l'Angleterre | Ateş 24e, Buruk 28e, Ilić 79e                           |       |

GROUPE C : CLASSEMENT FINAL
| Rang | Équipe                | Pts | J | G | N | P | Bp | Bc | Diff |  | Résultats (▼ dom., ► ext.) | LFC | PSV | GB  | Gal |
| ---- | --------------------- | --- | - | - | - | - | -- | -- | ---- |  | -------------------------- | --- | --- | --- | --- |
| 1    | Liverpool             | 13  | 6 | 4 | 1 | 1 | 11 | 5  | +6   |  | Liverpool                  |     | 2-0 | 3-0 | 3-2 |
| 2    | PSV Eindhoven         | 10  | 6 | 3 | 1 | 2 | 6  | 6  | 0    |  | PSV Eindhoven              | 0-0 |     | 1-3 | 2-0 |
| 3    | Girondins de Bordeaux | 7   | 6 | 2 | 1 | 3 | 6  | 7  | -1   |  | Girondins de Bordeaux      | 0-1 | 0-1 |     | 3-1 |
| 4    | Galatasaray           | 4   | 6 | 1 | 1 | 4 | 7  | 12 | -5   |  | Galatasaray                | 3-2 | 1-2 | 0-0 |     |

## Saison 2007-2008

### Coupe de l'UEFA
|     | Date              | Tour         | Pays                  | Équipe                | Score | Équipe          | Pays                  | Buteurs                                            | Notes |
| --- | ----------------- | ------------ | --------------------- | --------------------- | ----- | --------------- | --------------------- | -------------------------------------------------- | ----- |
| 198 | 16 août 2007      | 2TP (Aller)  | Drapeau de la Croatie | Slaven Belupo         | 1-2   | Galatasaray     | Drapeau de la Turquie | Akman 42e, Yaman 72e                               |       |
| 199 | 30 août 2007      | 2TP (Retour) | Drapeau de la Turquie | Galatasaray           | 2-1   | Slaven Belupo   | Drapeau de la Croatie | Karan 10e, Şükür 37e                               |       |
| 200 | 20 septembre 2007 | 1T (Aller)   | Drapeau de la Suisse  | FC Sion               | 3-2   | Galatasaray     | Drapeau de la Turquie | Lincoln 39e, Linderoth 67e                         |       |
| 201 | 4 octobre 2007    | 1T (Retour)  | Drapeau de la Turquie | Galatasaray           | 5-1   | FC Sion         | Drapeau de la Suisse  | Karan 22e, 28e, Lincoln 36e, Turan 67e, Bouzid 90e |       |
| 202 | 25 octobre 2007   | Gr.H 1J      | Drapeau de la France  | Girondins de Bordeaux | 2-1   | Galatasaray     | Drapeau de la Turquie | Nonda 21e (Pén.)                                   |       |
| 203 | 8 novembre 2007   | Gr.H 2J      | Drapeau de la Turquie | Galatasaray           | 2-3   | Helsingborgs IF | Drapeau de la Suède   | Nonda 44e, 90e                                     |       |
| 204 | 29 novembre 2007  | Gr.H 3J      | Drapeau de la Grèce   | Panionios Athènes     | 0-3   | Galatasaray     | Drapeau de la Turquie | Çalık 50e, Song 63e (Pén.), Şükür 82e              |       |
| 205 | 19 décembre 2007  | Gr.H 5J      | Drapeau de la Turquie | Galatasaray           | 0-0   | Austria Vienne  | Drapeau de l'Autriche |                                                    |       |

GROUPE H : CLASSEMENT FINAL
| Rang | Équipe                | Pts | J | G | N | P | Bp | Bc | Diff |
| ---- | --------------------- | --- | - | - | - | - | -- | -- | ---- |
| 1    | Girondins de Bordeaux | 12  | 4 | 4 | 0 | 0 | 9  | 5  | +4   |
| 2    | Helsingborgs IF       | 7   | 4 | 2 | 1 | 1 | 8  | 5  | +3   |
| 3    | Galatasaray           | 4   | 4 | 1 | 1 | 2 | 6  | 5  | +1   |
| 4    | Paniónios GSS         | 4   | 4 | 1 | 1 | 2 | 4  | 7  | -3   |
| 5    | Austria Vienne        | 1   | 4 | 0 | 1 | 3 | 1  | 6  | -5   |

|     | Date            | Tour        | Pays                   | Équipe           | Score | Équipe           | Pays                   | Buteurs            | Notes |
| --- | --------------- | ----------- | ---------------------- | ---------------- | ----- | ---------------- | ---------------------- | ------------------ | ----- |
| 206 | 13 février 2008 | 3T (Aller)  | Drapeau de la Turquie  | Galatasaray      | 0-0   | Bayer Leverkusen | Drapeau de l'Allemagne |                    |       |
| 207 | 21 février 2008 | 3T (Retour) | Drapeau de l'Allemagne | Bayer Leverkusen | 5-1   | Galatasaray      | Drapeau de la Turquie  | Barusso 86e (Pén.) |       |

## Saison 2008-2009

### Ligue des champions
|     | Date         | Tour         | Pays                   | Équipe          | Score | Équipe          | Pays                   | Buteurs        | Notes |
| --- | ------------ | ------------ | ---------------------- | --------------- | ----- | --------------- | ---------------------- | -------------- | ----- |
| 208 | 13 août 2008 | 3TP (Aller)  | Drapeau de la Turquie  | Galatasaray     | 2-2   | Steaua Bucarest | Drapeau de la Roumanie | Nonda 19e, 47e |       |
| 209 | 27 août 2008 | 3TP (Retour) | Drapeau de la Roumanie | Steaua Bucarest | 1-0   | Galatasaray     | Drapeau de la Turquie  |                |       |

### Coupe de l'UEFA
|     | Date              | Tour        | Pays                   | Équipe            | Score | Équipe              | Pays                  | Buteurs                                 | Notes |
| --- | ----------------- | ----------- | ---------------------- | ----------------- | ----- | ------------------- | --------------------- | --------------------------------------- | ----- |
| 210 | 18 septembre 2008 | 1T (Aller)  | Drapeau de la Suisse   | AC Bellinzone     | 3-4   | Galatasaray         | Drapeau de la Turquie | Kewell 38e, Baroš 52e, 80e, Lincoln 90e |       |
| 211 | 2 octobre 2008    | 1T (Retour) | Drapeau de la Turquie  | Galatasaray       | 2-1   | AC Bellinzone       | Drapeau de la Suisse  | Baroš 24e (Pén.), Yıldız 85e            |       |
| 212 | 23 octobre 2008   | Gr.B 1J     | Drapeau de la Turquie  | Galatasaray       | 1-0   | Olympiakos Le Pirée | Drapeau de la Grèce   | Kewell 25e                              |       |
| 213 | 6 novembre 2008   | Gr.B 2J     | Drapeau du Portugal    | Benfica Lisbonne  | 0-2   | Galatasaray         | Drapeau de la Turquie | Aşık 52e, Karan 69e                     |       |
| 214 | 27 novembre 2008  | Gr.B 3J     | Drapeau de la Turquie  | Galatasaray       | 0-1   | Metalist Kharkiv    | Drapeau de l'Ukraine  |                                         |       |
| 215 | 3 décembre 2008   | Gr.B 4J     | Drapeau de l'Allemagne | Hertha BSC Berlin | 0-1   | Galatasaray         | Drapeau de la Turquie | Baroš 69e (Pén.)                        |       |

GROUPE B : CLASSEMENT FINAL
| Rang | Équipe           | Pts | J | G | N | P | Bp | Bc | Diff |
| ---- | ---------------- | --- | - | - | - | - | -- | -- | ---- |
| 1    | Metalist Kharkiv | 10  | 4 | 3 | 1 | 0 | 3  | 0  | +3   |
| 2    | Galatasaray      | 9   | 4 | 3 | 0 | 1 | 4  | 1  | +3   |
| 3    | Olympiakos       | 6   | 4 | 2 | 0 | 2 | 9  | 3  | +6   |
| 4    | Hertha Berlin    | 2   | 4 | 0 | 2 | 2 | 1  | 6  | -5   |
| 5    | Benfica          | 1   | 4 | 0 | 1 | 3 | 2  | 9  | -7   |

|     | Date            | Tour          | Pays                   | Équipe       | Score | Équipe       | Pays                   | Buteurs                                  | Notes |
| --- | --------------- | ------------- | ---------------------- | ------------ | ----- | ------------ | ---------------------- | ---------------------------------------- | ----- |
| 216 | 18 février 2009 | 1/16 (Aller)  | Drapeau de la France   | FCG Bordeaux | 0-0   | Galatasaray  | Drapeau de la Turquie  |                                          |       |
| 217 | 26 février 2009 | 1/16 (Retour) | Drapeau de la Turquie  | Galatasaray  | 4-3   | FCG Bordeaux | Drapeau de la France   | Turan 42e, 65e, Kewell 45e, Sarıoğlu 90e |       |
| 218 | 12 mars 2009    | 1/8 (Aller)   | Drapeau de l'Allemagne | Hambourg SV  | 1-1   | Galatasaray  | Drapeau de la Turquie  | Akman 32e                                |       |
| 219 | 18 mars 2009    | 1/8 (Retour)  | Drapeau de la Turquie  | Galatasaray  | 2-3   | Hambourg SV  | Drapeau de l'Allemagne | Kewell 42e (Pén.), Baroš 48e             |       |

## Saison 2009-2010

### Ligue Europa
|     | Date              | Tour              | Pays                   | Équipe             | Score | Équipe             | Pays                   | Buteurs                                                       | Notes |
| --- | ----------------- | ----------------- | ---------------------- | ------------------ | ----- | ------------------ | ---------------------- | ------------------------------------------------------------- | ----- |
| 220 | 16 juillet 2009   | 2TQ (Aller)       | Drapeau du Kazakhstan  | FC Tobol Kustanay  | 1-1   | Galatasaray        | Drapeau de la Turquie  | Baroš 58e                                                     |       |
| 221 | 23 juillet 2009   | 2TQ (Retour)      | Drapeau de la Turquie  | Galatasaray        | 2-0   | FC Tobol Kustanay  | Drapeau du Kazakhstan  | Sarp 68e, Çetin 90+2e                                         |       |
| 222 | 30 juillet 2009   | 3TQ (Aller)       | Drapeau d’Israël       | Maccabi Netanya    | 1-4   | Galatasaray        | Drapeau de la Turquie  | Balta 31e, Kewell 47e, Sarıoğlu 53e, Baroš 73e                |       |
| 223 | 6 août 2009       | 3TQ (Retour)      | Drapeau de la Turquie  | Galatasaray        | 6-0   | Maccabi Netanya    | Drapeau d’Israël       | Özbek 2e, 51e, Keita 6e, Nonda 56e, 60e, 90e                  |       |
| 224 | 20 août 2009      | Barrages (Aller)  | Drapeau de la Turquie  | Galatasaray        | 5-0   | FC Levadia Tallinn | Drapeau de l'Estonie   | Keita 21e 45e, Baroš 56e (Pén.), Kewell 78e, Leïtan 88e (csc) |       |
| 225 | 27 août 2009      | Barrages (Retour) | Drapeau de l'Estonie   | FC Levadia Tallinn | 1-1   | Galatasaray        | Drapeau de la Turquie  | Nonda 64e                                                     |       |
| 226 | 17 septembre 2009 | Gr.F 1J           | Drapeau de la Grèce    | Panathinaïkos      | 1-3   | Galatasaray        | Drapeau de la Turquie  | Elano 5e, Baroš 48e, Sarriegi 58e (csc)                       |       |
| 227 | 1er octobre 2009  | Gr.F 2J           | Drapeau de la Turquie  | Galatasaray        | 1-1   | SK Sturm Graz      | Drapeau de l'Autriche  | Baroš 63e                                                     |       |
| 228 | 22 octobre 2009   | Gr.F 3J           | Drapeau de la Turquie  | Galatasaray        | 4-1   | FC Dinamo Bucarest | Drapeau de la Roumanie | Kewell 32e, Nonda 42e, 46e, Elano 58e (Pén.)                  |       |
| 229 | 5 novembre 2009   | Gr.F 4J           | Drapeau de la Roumanie | FC Dinamo Bucarest | 0-3   | Galatasaray        | Drapeau de la Turquie  | Kewell 22e, Nonda 24e, Topal 55e                              |       |
| 230 | 3 décembre 2009   | Gr.F 5J           | Drapeau de la Turquie  | Galatasaray        | 1-0   | Panathinaïkos      | Drapeau de la Grèce    | Gilberto 50e (csc)                                            |       |
| 231 | 16 décembre 2009  | Gr.F 6J           | Drapeau de l'Autriche  | SK Sturm Graz      | 1-0   | Galatasaray        | Drapeau de la Turquie  |                                                               |       |

GROUPE F : Classement final
| Rang | Équipe             | Pts | J | G | N | P | Bp | Bc | Diff |  | Résultats (▼ dom., ► ext.) |     |     |     |     |
| ---- | ------------------ | --- | - | - | - | - | -- | -- | ---- |  | -------------------------- | --- | --- | --- | --- |
| 1    | Galatasaray        | 13  | 6 | 4 | 1 | 1 | 12 | 4  | +8   |  | Galatasaray                |     | 1-0 | 4-1 | 1-1 |
| 2    | Panathinaïkos      | 12  | 6 | 4 | 0 | 2 | 7  | 4  | +3   |  | Panathinaïkos              | 1-3 |     | 3-0 | 1-0 |
| 3    | FC Dinamo Bucarest | 6   | 6 | 2 | 0 | 4 | 4  | 12 | -8   |  | FC Dinamo Bucarest         | 0-3 | 0-1 |     | 2-1 |
| 4    | SK Sturm Graz      | 4   | 6 | 1 | 1 | 4 | 3  | 6  | -3   |  | SK Sturm Graz              | 1-0 | 0-1 | 0-1 |     |

|     | Date            | Tour          | Pays                  | Équipe          | Score | Équipe          | Pays                  | Buteurs   | Notes |
| --- | --------------- | ------------- | --------------------- | --------------- | ----- | --------------- | --------------------- | --------- | ----- |
| 232 | 18 février 2010 | 1/16 (Aller)  | Drapeau de l'Espagne  | Atlético Madrid | 1-1   | Galatasaray     | Drapeau de la Turquie | Keita 77e |       |
| 233 | 25 février 2010 | 1/16 (Retour) | Drapeau de la Turquie | Galatasaray     | 1-2   | Atlético Madrid | Drapeau de l'Espagne  | Keita 66e |       |

## Saison 2010-2011

### Ligue Europa
|     | Date            | Tour              | Pays                  | Équipe       | Score | Équipe       | Pays                  | Buteurs                                                 | Notes |
| --- | --------------- | ----------------- | --------------------- | ------------ | ----- | ------------ | --------------------- | ------------------------------------------------------- | ----- |
| 234 | 29 juillet 2010 | 3TQ (Aller)       | Drapeau de la Turquie | Galatasaray  | 2-2   | OFK Belgrade | Drapeau de la Serbie  | Turan 26e, 76e                                          |       |
| 235 | 5 août 2010     | 3TQ (Retour)      | Drapeau de la Serbie  | OFK Belgrade | 1-5   | Galatasaray  | Drapeau de la Turquie | Sarp 12e, Kewell 22e, 57e (Pen.), Turan 71e, Batdal 81e |       |
| 236 | 19 août 2010    | Barrages (Aller)  | Drapeau de la Turquie | Galatasaray  | 2-2   | Karpaty Lviv | Drapeau de l'Ukraine  | Milan Baroš 59e, 86e                                    |       |
| 237 | 26 août 2010    | Barrages (Retour) | Drapeau de l'Ukraine  | Karpaty Lviv | 1-1   | Galatasaray  | Drapeau de la Turquie | Aydın Yılmaz 90+1e                                      |       |

## Saison 2012-2013

### Ligue des Champions
|     | Date              | Tour    | Pays                    | Équipe               | Score | Équipe               | Pays                    | Buteurs              | Notes |
| --- | ----------------- | ------- | ----------------------- | -------------------- | ----- | -------------------- | ----------------------- | -------------------- | ----- |
| 238 | 19 septembre 2012 | Gr.H 1J | Drapeau de l'Angleterre | Manchester United FC | 1-0   | Galatasaray AŞ       | Drapeau de la Turquie   |                      |       |
| 239 | 2 octobre 2012    | Gr.H 2J | Drapeau de la Turquie   | Galatasaray AŞ       | 0-2   | SC Braga             | Drapeau du Portugal     |                      |       |
| 240 | 23 octobre 2012   | Gr.H 3J | Drapeau de la Turquie   | Galatasaray AŞ       | 1-1   | CFR 1907 Cluj        | Drapeau de la Roumanie  | Yılmaz 77e           |       |
| 241 | 7 novembre 2012   | Gr.H 4J | Drapeau de la Roumanie  | CFR 1907 Cluj        | 1-3   | Galatasaray AŞ       | Drapeau de la Turquie   | Yılmaz 18e, 61e, 74e |       |
| 242 | 20 novembre 2012  | Gr.H 5J | Drapeau de la Turquie   | Galatasaray AŞ       | 1-0   | Manchester United FC | Drapeau de l'Angleterre | Yılmaz 53e           |       |
| 243 | 5 décembre 2012   | Gr.H 6J | Drapeau du Portugal     | SC Braga             | 1-2   | Galatasaray AŞ       | Drapeau de la Turquie   | Yılmaz 58e, 78e      |       |

GROUPE H : CLASSEMENT FINAL
| Rang | Équipe            | Pts | J | G | N | P | Bp | Bc | Diff |  | Résultats (▼ dom., ► ext.) | Drapeau de l'Angleterre | Drapeau de la Turquie | Drapeau de la Roumanie | Drapeau du Portugal |
| ---- | ----------------- | --- | - | - | - | - | -- | -- | ---- |  | -------------------------- | ----------------------- | --------------------- | ---------------------- | ------------------- |
| 1    | Manchester United | 12  | 6 | 4 | 0 | 2 | 9  | 6  | +3   |  | Manchester United          |                         | 1-0                   | 0-1                    | 3-2                 |
| 2    | Galatasaray       | 10  | 6 | 3 | 1 | 2 | 7  | 6  | +1   |  | Galatasaray                | 1-0                     |                       | 1-1                    | 0-2                 |
| 3    | CFR Cluj          | 10  | 6 | 3 | 1 | 2 | 9  | 7  | +2   |  | CFR Cluj                   | 1-2                     | 1-3                   |                        | 3-1                 |
| 4    | Sporting Braga    | 3   | 6 | 1 | 0 | 5 | 7  | 13 | -6   |  | Sporting Braga             | 1-3                     | 1-2                   | 0-2                    |                     |

|     | Date              | Tour         | Pays                   | Équipe         | Score | Équipe         | Pays                   | Buteurs                               | Notes |
| --- | ----------------- | ------------ | ---------------------- | -------------- | ----- | -------------- | ---------------------- | ------------------------------------- | ----- |
| 244 | 19 septembre 2012 | 1/8 (Aller)  | Drapeau de la Turquie  | Galatasaray AŞ | 1-1   | Schalke 04     | Drapeau de l'Allemagne | Yılmaz 13e                            |       |
| 245 | 2 octobre 2012    | 1/8 (Retour) | Drapeau de l'Allemagne | Schalke 04     | 2-3   | Galatasaray AŞ | Drapeau de la Turquie  | Altıntop 37e, Yılmaz 42e, Bulut 90+5e |       |
| 246 | 23 octobre 2012   | 1/4 (Aller)  | Drapeau de l'Espagne   | Real Madrid    | 3-0   | Galatasaray AŞ | Drapeau de la Turquie  |                                       |       |
| 247 | 7 novembre 2012   | 1/4 (Retour) | Drapeau de la Turquie  | Galatasaray AŞ | 3-2   | Real Madrid    | Drapeau de l'Espagne   | Eboué 57e, Sneijder 70e, Drogba 72e   |       |

## Bilan Général
| Organisation        | Participation | Matchs | Victoire | Nul | Défaite | Marqué | Encaissé |
| ------------------- | ------------- | ------ | -------- | --- | ------- | ------ | -------- |
| Ligue des champions | 21            | 138    | 50       | 34  | 54      | 179    | 195      |
| Coupe de l'UEFA     | 12            | 71     | 29       | 22  | 20      | 116    | 91       |
| Coupe des Coupes    | 8             | 32     | 12       | 7   | 13      | 42     | 55       |
| Supercoupe d'Europe | 1             | 1      | 1        | 0   | 0       | 2      | 1        |
| Domicile            | -             | 118    | 61       | 34  | 23      | 200    | 125      |
| Extérieur           | -             | 124    | 31       | 29  | 64      | 139    | 217      |
| TOTAL               | 42            | 242    | 92       | 63  | 87      | 339    | 342      |

## Bilan par Nation
| Pays       | Matchs | Victoire | Nul | Défaite | Marqué | Encaissé |
| ---------- | ------ | -------- | --- | ------- | ------ | -------- |
| Albanie    | 2      | 2        | 0   | 0       | 6      | 1        |
| Allemagne  | 24     | 6        | 11  | 7       | 26     | 33       |
| Angleterre | 17     | 3        | 7   | 7       | 16     | 28       |
| Autriche   | 15     | 5        | 3   | 7       | 19     | 24       |
| Belgique   | 4      | 0        | 1   | 3       | 3      | 13       |
| Bulgarie   | 4      | 3        | 1   | 0       | 9      | 2        |
| Croatie    | 2      | 2        | 0   | 0       | 4      | 2        |
| Écosse     | 2      | 1        | 1   | 0       | 3      | 2        |
| Espagne    | 25     | 7        | 6   | 12      | 26     | 38       |
| Estonie    | 2      | 1        | 1   | 0       | 6      | 1        |
| Finlande   | 2      | 1        | 1   | 0       | 3      | 2        |
| France     | 17     | 6        | 4   | 7       | 19     | 28       |
| Grèce      | 6      | 5        | 0   | 1       | 9      | 4        |
| Hongrie    | 2      | 1        | 0   | 1       | 4      | 2        |
| Irlande    | 4      | 4        | 0   | 0       | 8      | 3        |
| Israël     | 2      | 2        | 0   | 0       | 10     | 1        |
| Italie     | 20     | 6        | 7   | 7       | 26     | 32       |
| Kazakhstan | 2      | 1        | 1   | 0       | 3      | 1        |
| Luxembourg | 2      | 2        | 0   | 0       | 9      | 1        |
| Moldavie   | 2      | 2        | 0   | 0       | 5      | 0        |
| Norvège    | 4      | 1        | 1   | 2       | 4      | 5        |
| Pays-Bas   | 6      | 2        | 0   | 4       | 6      | 10       |
| Pologne    | 11     | 4        | 2   | 5       | 11     | 11       |
| Portugal   | 2      | 1        | 0   | 1       | 2      | 2        |
| Roumanie   | 14     | 6        | 4   | 4       | 23     | 19       |
| Russie     | 8      | 1        | 2   | 5       | 7      | 15       |
| Serbie     | 6      | 1        | 3   | 2       | 9      | 9        |
| Suède      | 5      | 1        | 1   | 3       | 5      | 7        |
| Suisse     | 17     | 11       | 2   | 4       | 42     | 29       |
| Tchéquie   | 10     | 4        | 2   | 4       | 13     | 13       |
| Ukraine    | 3      | 0        | 2   | 1       | 3      | 4        |
| TOTAL      | 242    | 92       | 63  | 87      | 339    | 342      |

## Palmarès Européen
- Ligue Europa
  - Vainqueur (1):2000

- Supercoupe d'Europe
  - Vainqueur (1):2000

- Ligue des champions
  - Vainqueur (0):

- Coupe des Coupes
  - Vainqueur (0):

## Quelques chiffres

### Club
- 1er match en Coupe d'Europe, le 26 août 1956, contre le Dinamo Bucarest, défaite 3-1 à l'extérieur.
- 1re victoire en Coupe d'Europe, le 30 septembre 1956, contre le Dinamo Bucarest, 2-1 à domicile.
- Le match le plus prolifique en Coupe d'Europe, le 7 septembre 1966, contre le Rapid Vienne, défaite 3-5 à domicile.
- 1re victoire en Coupe d'Europe à l'extérieur, le 1er octobre 1969, contre Waterford United, 3-2.
- La plus large défaite en Coupe d'Europe et à l'extérieur, le 27 septembre 1972, contre le Bayern Munich, 6-0.
- Les plus large victoire en Coupe d'Europe à l'extérieur:

1. Le 10 août 1994, contre Avenir Beggen, 5-1.
2. Le 5 août 2010, contre OFK Belgrade, 5-1.

- 100e match en Coupe d'Europe, le 8 août 1995, contre le Sparta Prague, défaite 3-1 à l'extérieur.
- Matchs sans défaite en Coupe d'Europe, du 26 octobre 1999 au 12 septembre 2000, 15 matchs.
- 200e match en Coupe d'Europe, le 20 septembre 2007, contre le FC Sion, défaite 3-2 à l'extérieur.
- La plus large victoire en Coupe d'Europe et à domicile, le 6 août 2009, contre le Maccabi Netanya, 6-0.

### Joueurs
- 1er but en Coupe d'Europe, le 26 août 1956, contre le Dinamo Bucarest, but de Metin Oktay.
- 100e but en Coupe d'Europe, le 13 avril 1994, contre le Spartak Moscou, but de Cihat Arslan.
- 200e but en Coupe d'Europe, le 3 avril 2001, contre le Real Madrid, but de Ümit Davala.
- 300e but en Coupe d'Europe, le 6 août 2009, contre le Maccabi Netanya, but de Abdulkader Keita.
- Les joueurs ayant réalisé un Hat-trick en Coupe d'Europe :

1. Metin Oktay, le 7 novembre 1962, contre Polonia Bytom, victoire 4-1.
2. Tanju Çolak, le 9 novembre 1988, contre Neuchâtel Xamax, victoire 5-0.
3. Hakan Şükür, le 24 août 1994, contre Avenir Beggen, victoire 4-0.
4. Adrian Ilie, le 27 août 1997, contre FC Sion, victoire 4-1.
5. Shabani Nonda, le 6 août 2009, contre Maccabi Netanya, victoire 6-0.
6. Burak Yılmaz, le 7 novembre 2012, contre CFR 1907 Cluj, victoire 3-1.

- Hakan Şükür est le joueur qui a marqué le plus de buts en Coupe d'Europe avec 35 réalisations.